# Eugen Ferdinand von Homeyer
Eugen Ferdinand von Homeyer (* 11. November 1809 in Nerdin; † 31. Mai 1889 in Stolp) war ein deutscher Ornithologe. Er gilt als Begründer der wissenschaftlichen Vogelkunde Pommerns.

## Herkunft
Seine Eltern waren der Oberamtmann Gottlieb von Homeyer (1765–1847) und dessen Ehefrau Dorothea Siebmann. Sein Vater erhielt 1797 den Reichsadel und war Mitbesitzer von Brechen sowie Pächter des Vorwerks Nerdin bei Anklam.

## Leben
Eugen Ferdinand von Homeyer widmete sich auf dem väterlichen Gute der Landwirtschaft und begann dabei naturwissenschaftliche Beobachtungen zu machen und Sammlungen anzulegen.
1840 heiratete er, zudem erwarb er 1852 das Gut Warbelow bei Stolp, wo er einen großzügigen Landschaftspark anlegen ließ. Er verkaufte es nach dem Tod seiner Gattin 1873 und lebte danach in Stolp, wo er sich den Naturwissenschaften und besonders der Ornithologie widmete.
Er korrespondierte mit europäischen Ornithologen, beteiligte sich mit großer Sachkenntnis an ornithologischen Streitfragen und brachte eine bedeutende Sammlung der europäischen Vogelarten zusammen. Er unternahm zahlreiche Forschungsreisen, so zusammen mit Alfred Brehm, ermöglicht durch seine Bekanntschaft mit dem Kronprinzen Rudolf von Österreich-Ungarn, an die untere Donau. Homeyer war Gründungsmitglied der Deutschen Ornithologischen Gesellschaft und bis 1883 deren Präsident. Im Jahr 1884 wurde Homeyer zum Mitglied der Leopoldina gewählt.
Nach seinem Tod kam seine Sammlung von 20.000 Vogelbälgen an das Naturhistorische Museum in Braunschweig.
Sein Neffe Alexander von Homeyer war ebenfalls Ornithologe.

## Familie
Er heiratete im Jahr 1840 in Schwichtenberg Philippine Ladewig (1814–1872). Das Paar hatte einen Sohn und eine Tochter:
- Eugen Karl Philipp (* 28. September 1843) ⚭ 1881 Mathilde Sophie Karoline Nahl (* 11. Juni 1846)
- Klara (* 14. Juni 1852) ⚭ 1874 Paul von Zitzewitz (* 5. Oktober 1845)[3], Herr auf Dumröse

## Schriften
- Systematische Übersicht der Vögel Pommerns. Anklam 1837.
- Deutschlands Säugetiere und Vögel, ihr Nutzen und ihr Schaden. Frankfurt a. M. 1877.
- Die Spechte und ihr Wert in forstlicher Beziehung. 1879.
- Reise nach Helgoland, den Nordseeinseln Sylt, Lyst etc. 1880.
- Ornithologische Briefe. Berlin 1881.
- Die Wanderungen der Vögel. Leipzig 1881.
- Verzeichnis der Vögel Deutschlands. Wien 1885.
- Eugen Ferdinand von Homeyer: Der Kaukasische Fliegenfänger Muscicapa semitorquata nov. sp. In: Zeitschrift für die gesammte Ornithologie. Band 2, 1885, S. 185–186, Tafel X (biodiversitylibrary.org).